# Сарабури
Сарабури е една от 76-те провинции на Тайланд. Столицата ѝ е едноименния град Сарабури. Населението на провинцията е 575 053 жители (2000 г. – 42-ра по население), а площта 3576,5 кв. км (56-а по площ). Намира се в часова зона UTC+7. Разделена е на 13 района, които са разделени на 111 общини и 965 села.